# Agaricus bitorquis
Agaricus bitorquis (Lucien Quélet, 1884 ex Pier Andrea Saccardo, 1887), sin. Psalliota bitorquis (Lucien Quélet, 1884), este o specie saprofită de ciuperci comestibile din încrengătura Basidiomycota, în familia Agaricaceae și de genul Agaricus, numită în popor ciupercă albă termofilă, scurt ciupercă termofilă, bulgăre de zăpadă sau șampinion de pavaj. Buretele se poate găsi în România, Basarabia și Bucovina de Nord, crescând solitar sau în grupuri mici cu preferință in totdeauna pentru solurile grele, în grădini sau pe pajiști, pe marginea de drumuri și străzi precum trotuare urbane, unde străpunge chiar și asfaltul. Timpul apariției este din mai până în octombrie (noiembrie). Se potrivește excepțional pentru cultivare.

## Istoric

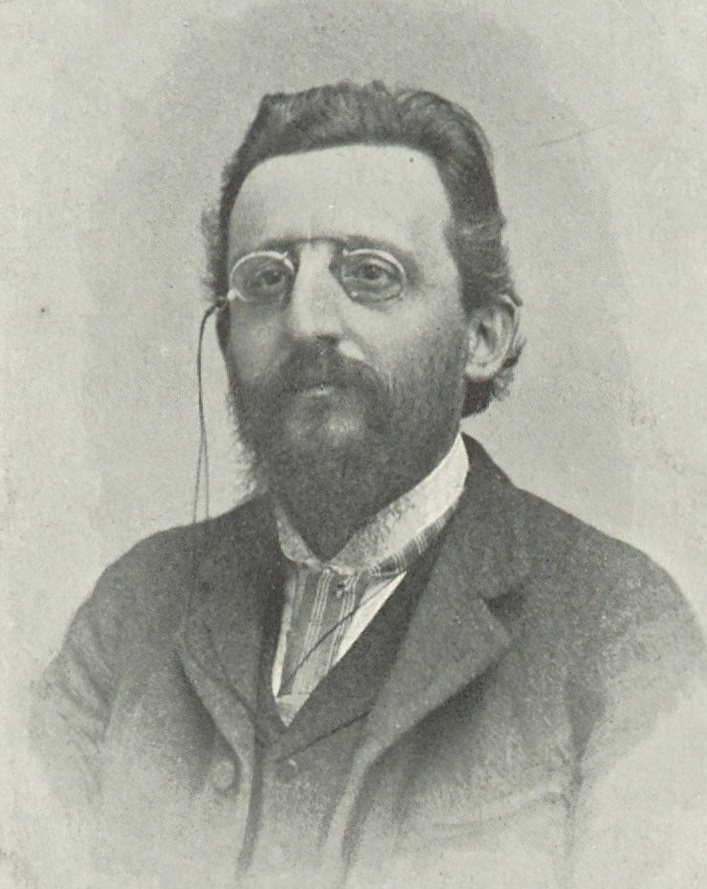
Pier-Andrea Saccardo

Specia a fost menționată pentru prima dată sub denumirea Agaricus campestris var. edulis de micologul italian Carlo Vittadini în cartea sa Descrizione dei funghi mangerecci più comuni dell'Italia e de'velenosi che possono co'medesimi confondersi.
În anul 1883 (confirmat 1884), micologul francez Lucien Quélet a transformat ciuperca, sub denumirea Psalliota bitorquis, într-un soi autonom în publicația sa Quelques especes critiques ou nouvelles de la Flore Mycologique de France, de verificat în jurnalul Compte Rendu de l'Association Française pour l'Avancement des Sciences. Această denumire a fost folosită pentru multe decenii și mai este aplicată chiar până în prezent (2018) în cărți precum publicații micologice franceze și italiene.
Dar numele binomial valabil curent (2018) este cel dat de micologul italian Pier Andrea Saccardo în  volumul 5 al marii sale opere Sylloge fungorum omnium husque cognitorum din 1887, anume Agaricus bitorquis.
Au mai fost încercate destul de multe redenumiri, cu toate fără succes care sunt neglijabile, fiind însă acceptate sinonim. Cele mai importante sunt listate în înfocasetă, restul vezi la Index Fungorum: .
În România, buretele mai este și denumit nu rar Agaricus edulis.

## Descriere

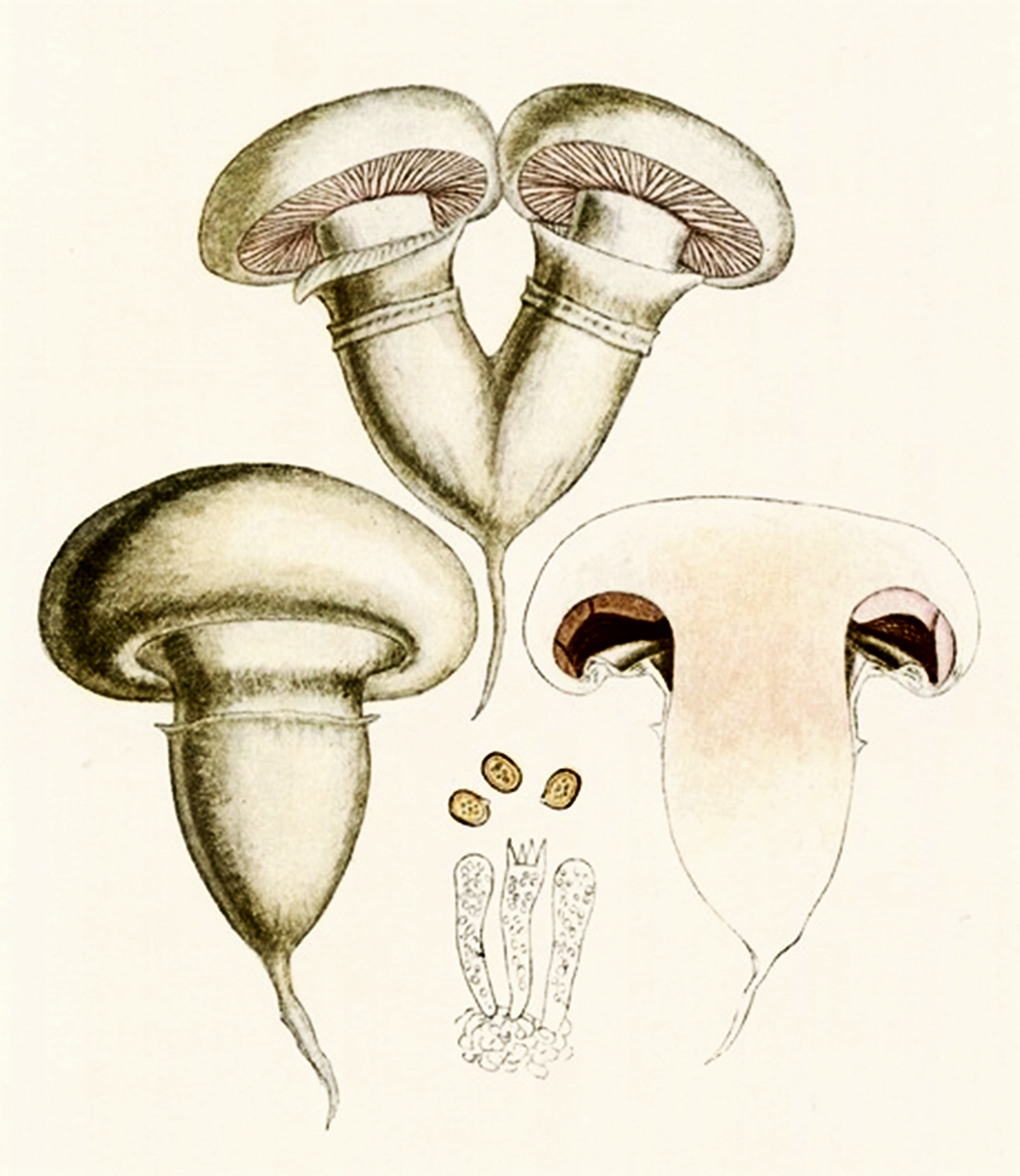
Bres.: P. campestris var. edulis

- Pălăria: are un diametru de 5-12 (15) cm, este cărnoasă și amenajată central peste picior, fiind în primul stadiu globuloasă și acoperită de vălul parțial, apoi semisferică cu margine răsfrântă către interior, prezentând uneori niște solzi, rămășițe ale acestui vălului. Pălăria se aplatizează destul de repede, devenind la bătrânețe aproape plană. Cuticula este netedă, mată și uscată, de colorit alb, dar primește odată cu vârsta sau pe vreme uscată un colorit gri-albui precum crăpături pătrate. De multe ori prezintă reziduuri lipite de pălărie: pământ, nisip sau fire de iarbă, căpătând un aspect gălbui.
- Lamelele: sunt lungi, înghesuite, foarte subțiri și neaderente la picior, fiind inițial rozalbi, acoperite inițial de o cortină groasă și albuie (rest al vălului parțial), schimbând coloritul apoi în roz, odată cu maturitatea gri-lila și la bătrânețe aproape negru-purpuriu cu muchii alb-flocoase.
- Piciorul: El are o înălțime de 6-9 cm, o lățime de 2-3,5 cm, este și rămâne alb, plin, foarte robust, cilindric precum ușor umflat la bază, neted, dar câteodată acoperit cu solzișori mărunți, prezentând o manșetă albă, anexată de tijă, dublă (de acea și epitetul bitorquis), destul de rezistentă, densă în special în partea inferioară care poate fi despuiată ușor în jos.
- Carnea: este compactă, groasă și fermă, în pălărie și picior inițial albă, care se decolorează după tăiere repede slab brun-roșiatic. Buretele este de gust dulceag, cu note savuroase de nucă, având un miros plăcut de ciuperci („de șampinion”).
- Caracteristici microscopice: Sporii sunt netezi, rotunzi până slab ovoidali, cu o dimensiune cuprinsă între 5–6,5 × 4–5 microni. Pulberea lor este de colorit maroniu-ciocolatiu.[6][7]
- Reacții chimice: Carnea buretelui se colorează cu anilină roșu, cuticula cu anilină în combinație cu acid azotic (=Reactivul Schäffer⁠(de)[traduceți]) roșu-portocaliu, iar lamelele cu naftolul α de asemenea roșu.[11][12]

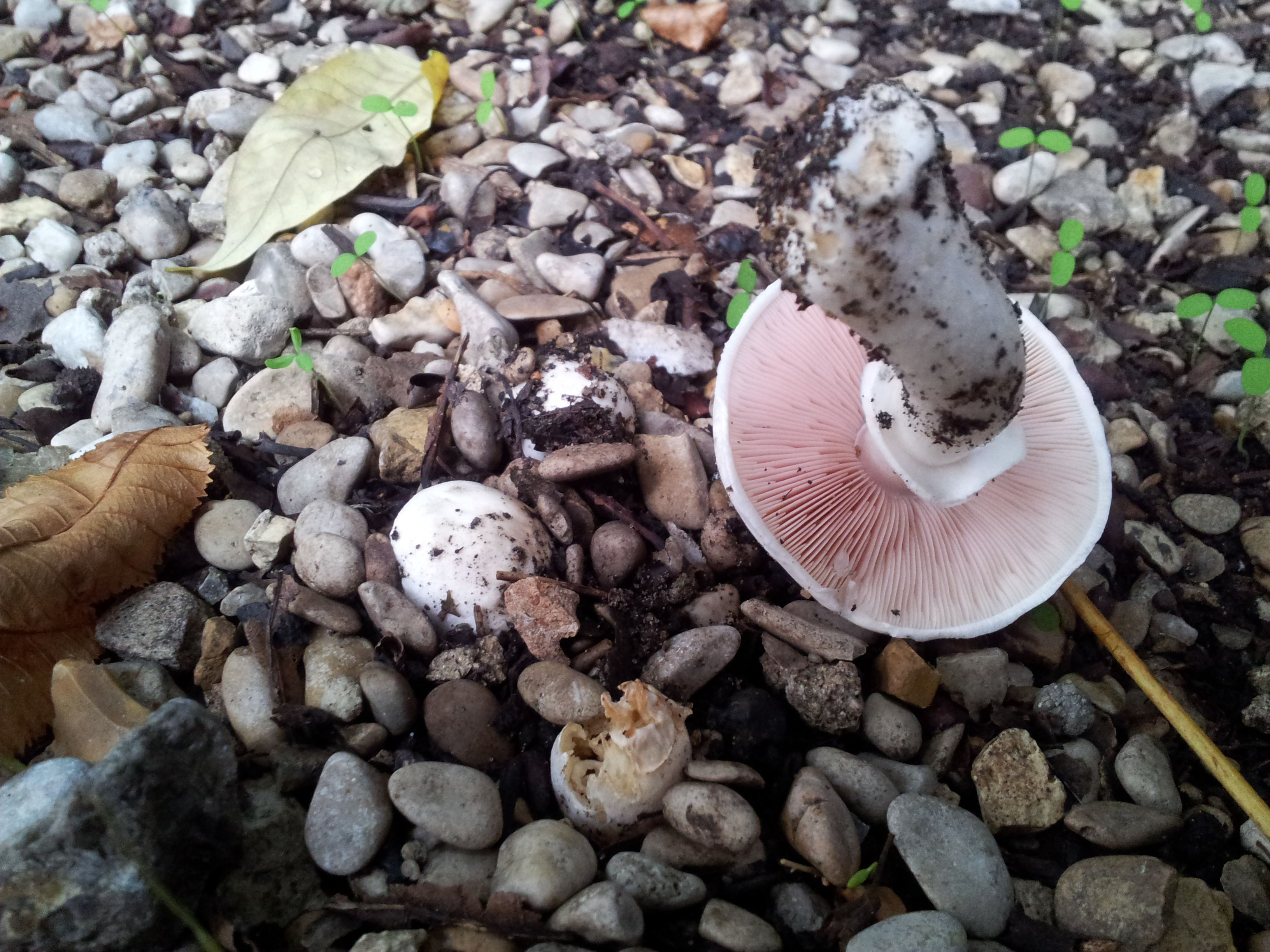
A. bitorquis, lamele, inel, picior
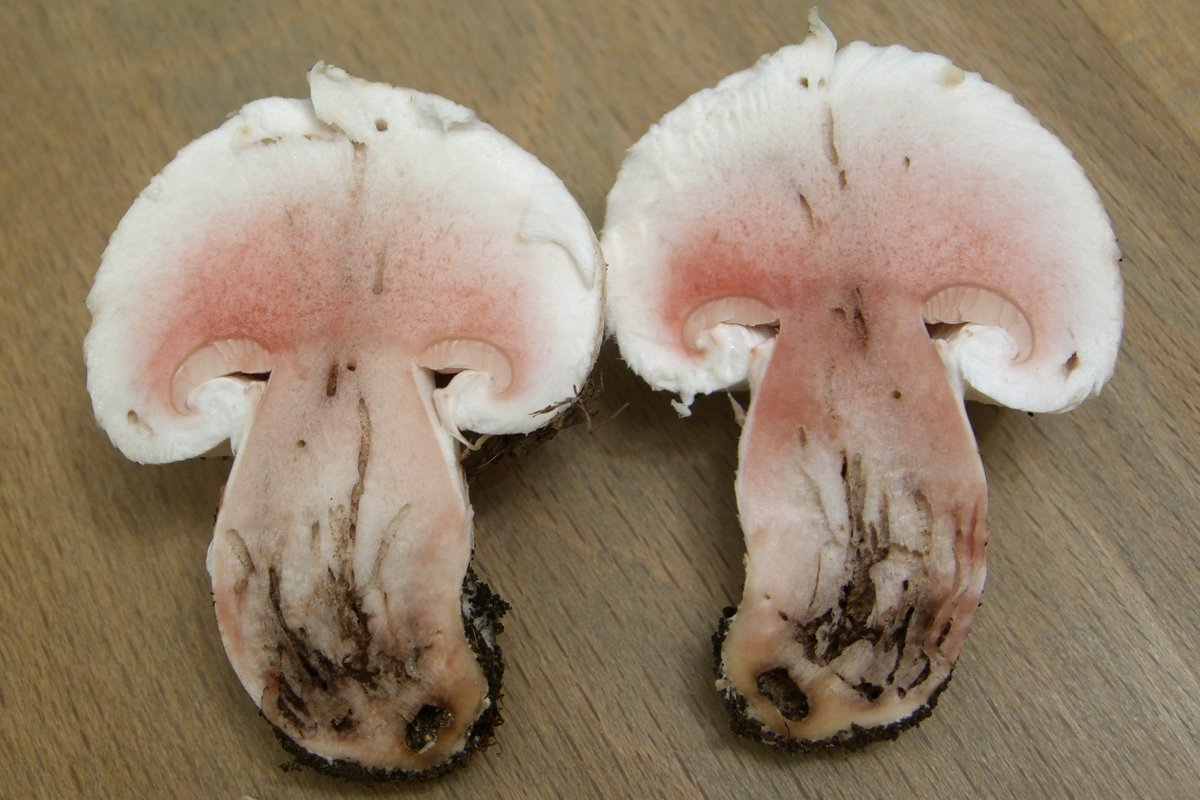
A. bitorquis, secțiune longitudinală
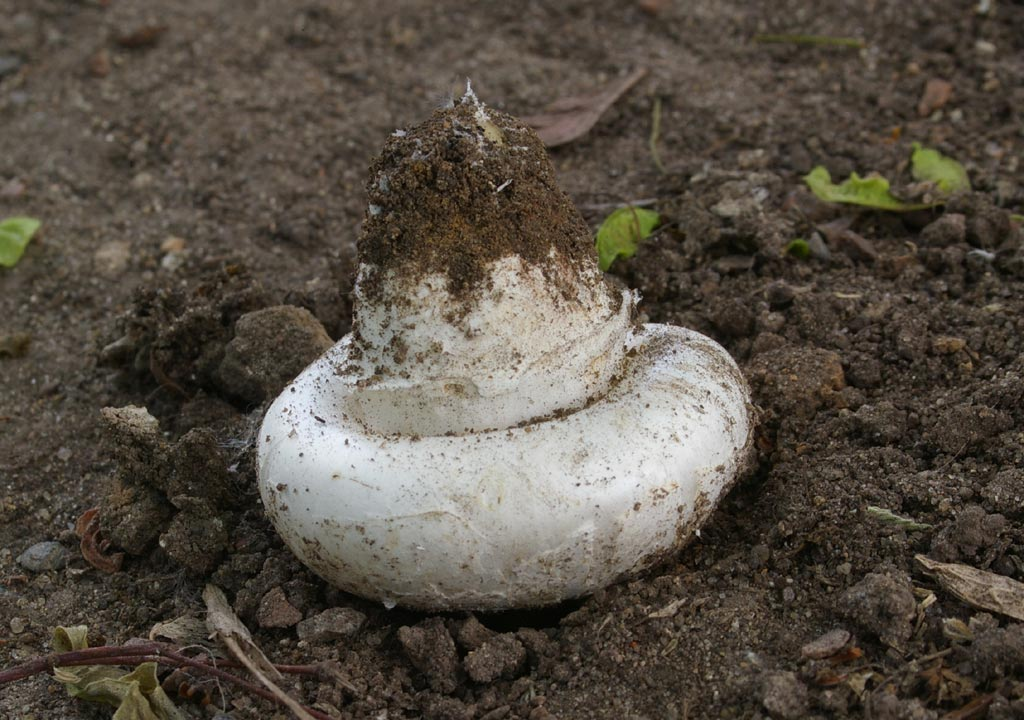
A. bitorquis tânăr
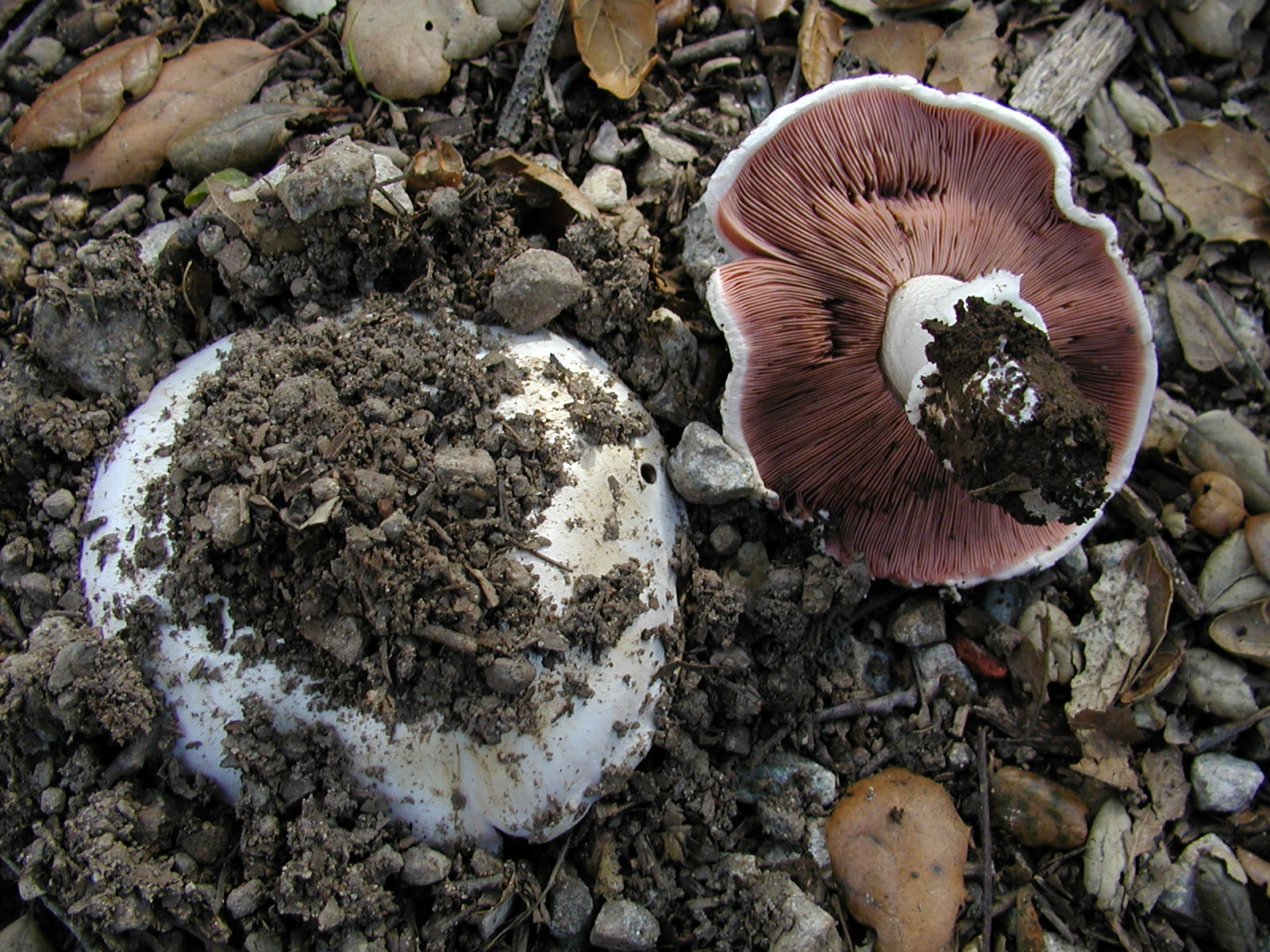
A. bitorquis maturi
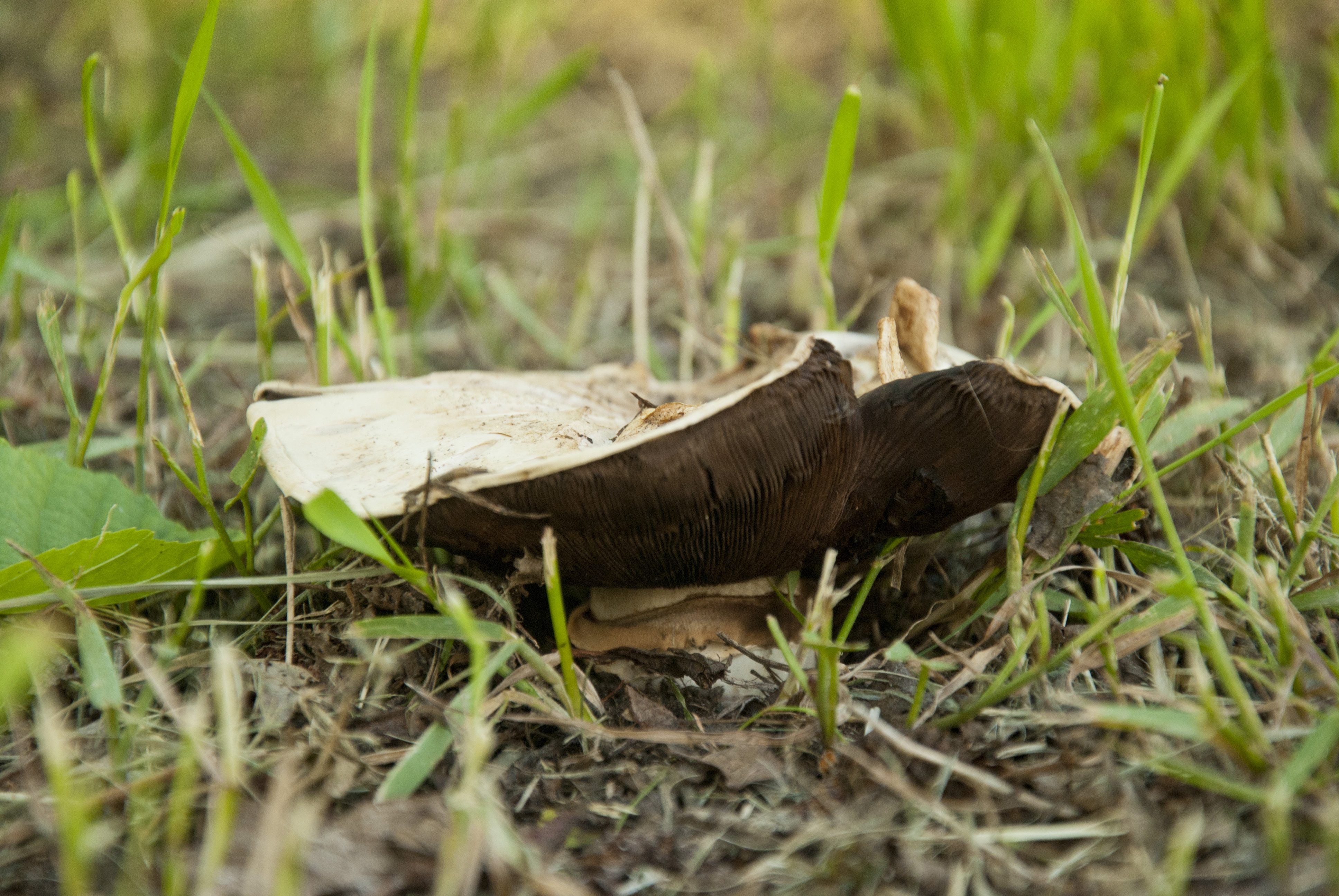
A. bitorquis bătrân
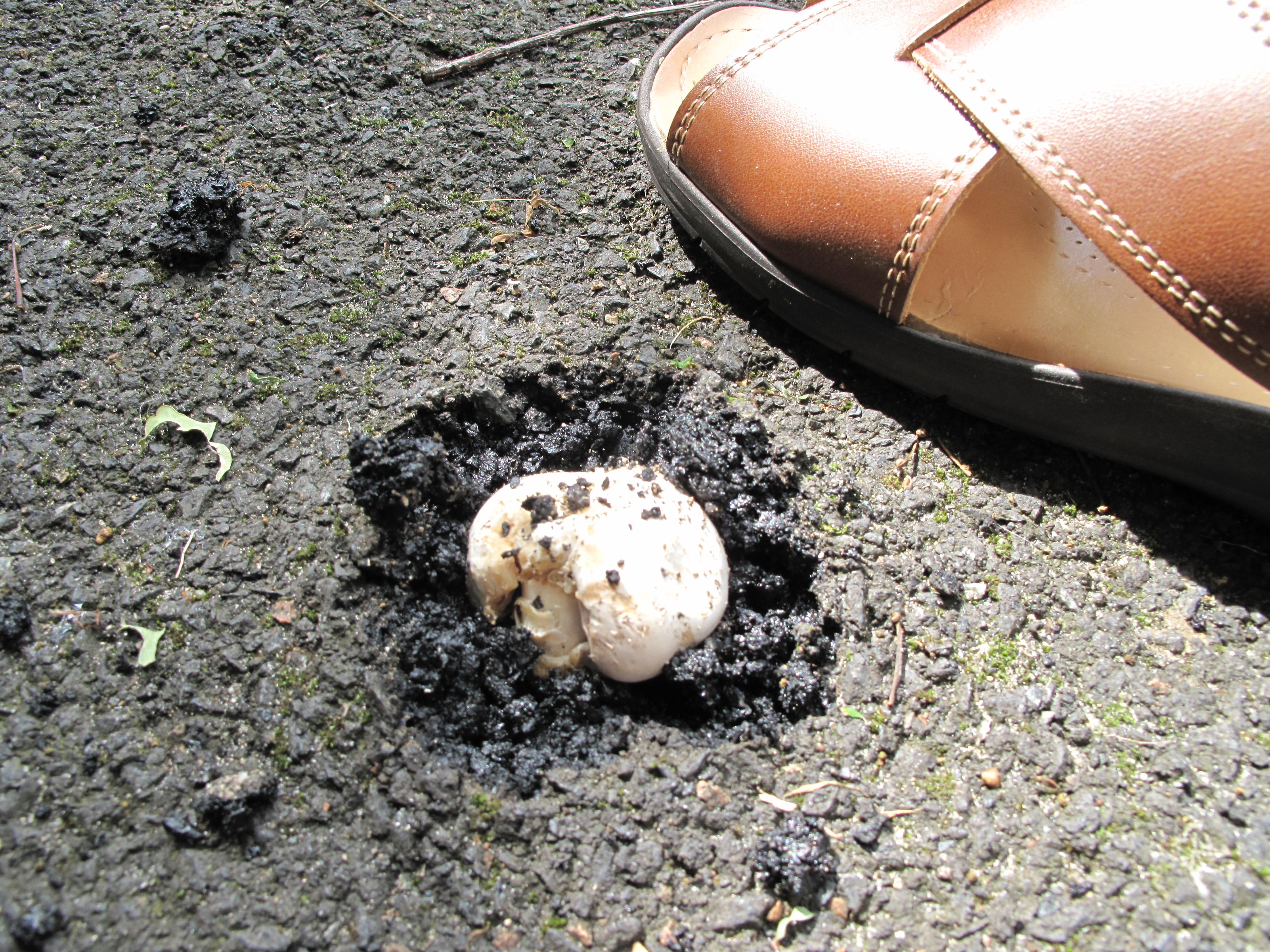
A. bitorquis ieșit prin asfalt

## Confuzii
În mod general, acest șampinion poate fi doar confundat de începători sau prin neglijență cu alte specii Agaricus cum sunt de exemplu Agaricus abruptibulbus, Agaricus arvensis, Agaricus campestris, Agaricus macrosporus sau Agaricus silvicola  precum cu comestibila Calocybe gambosa.
Altfel ar fi situația, dacă un începător ar confunda specia cu otrăvitorul  Agaricus xanthodermus, a cărui carne este colorată mereu galben la bază, mirosind a iod, fenol sau cerneală. sau chiar cu cele 3 soiuri letale Amanita phalloides, Amanita verna și Amanita virosa.

## Specii asemănătoare în imagini

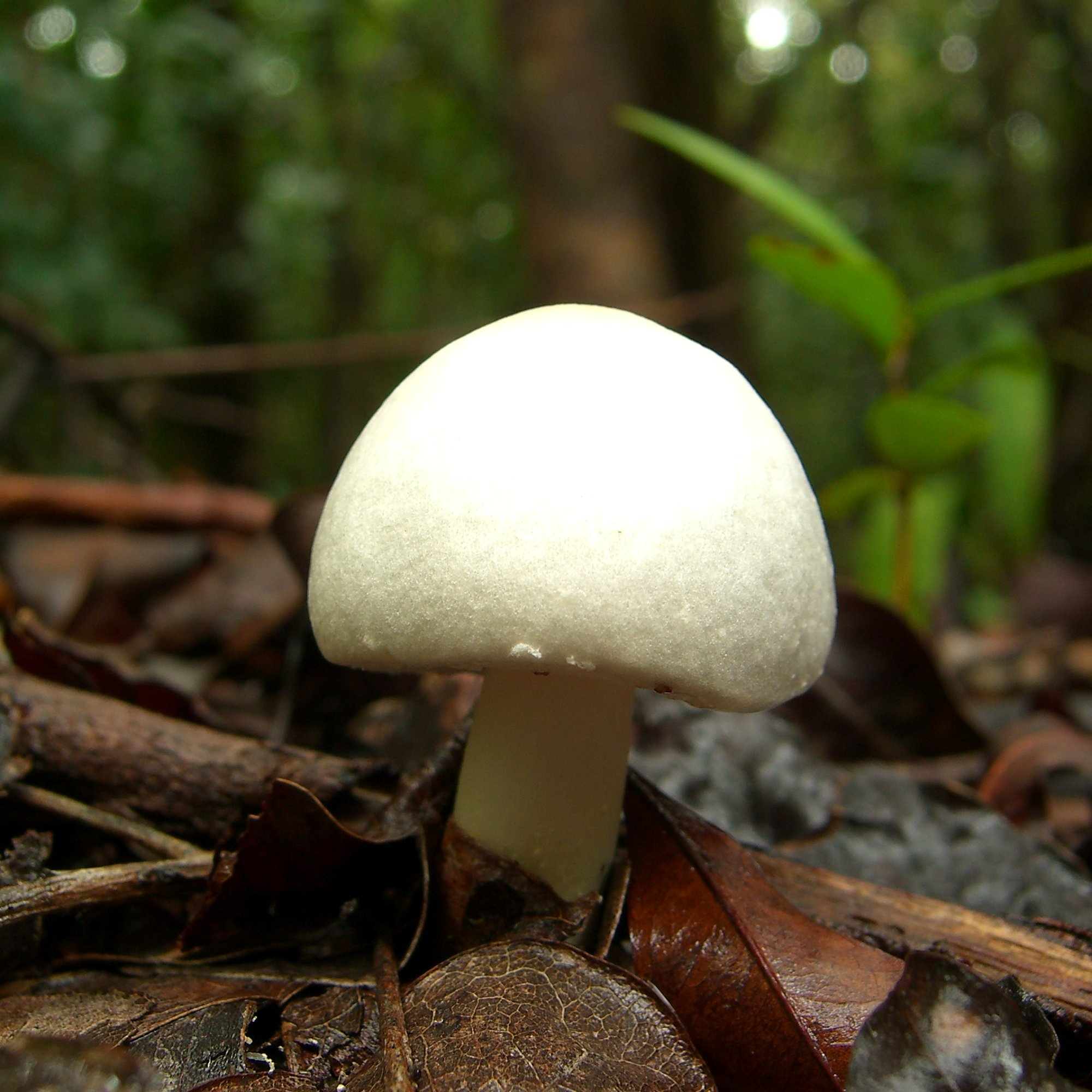
Agaricus abruptulus
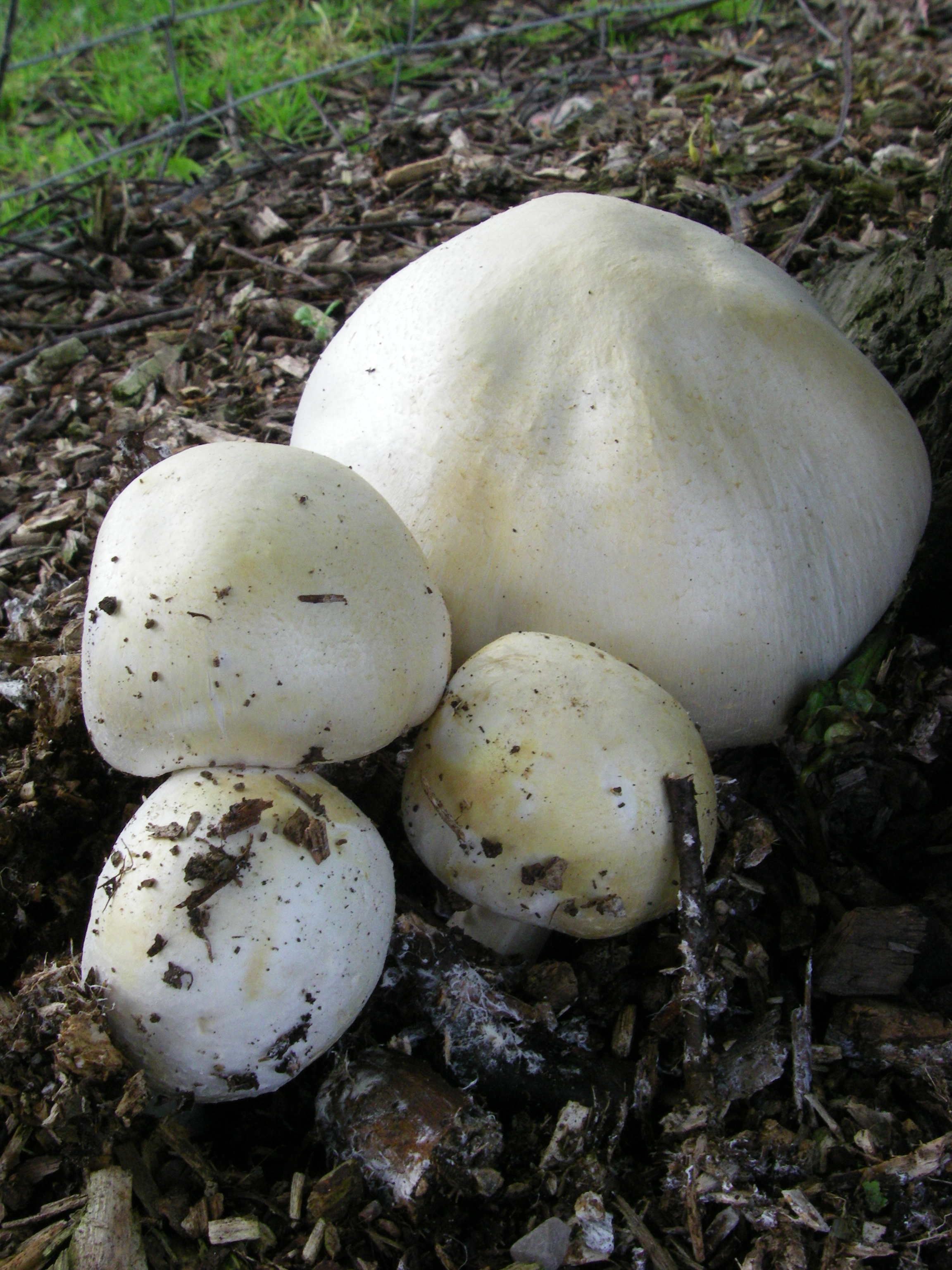
Agaricus arvensis
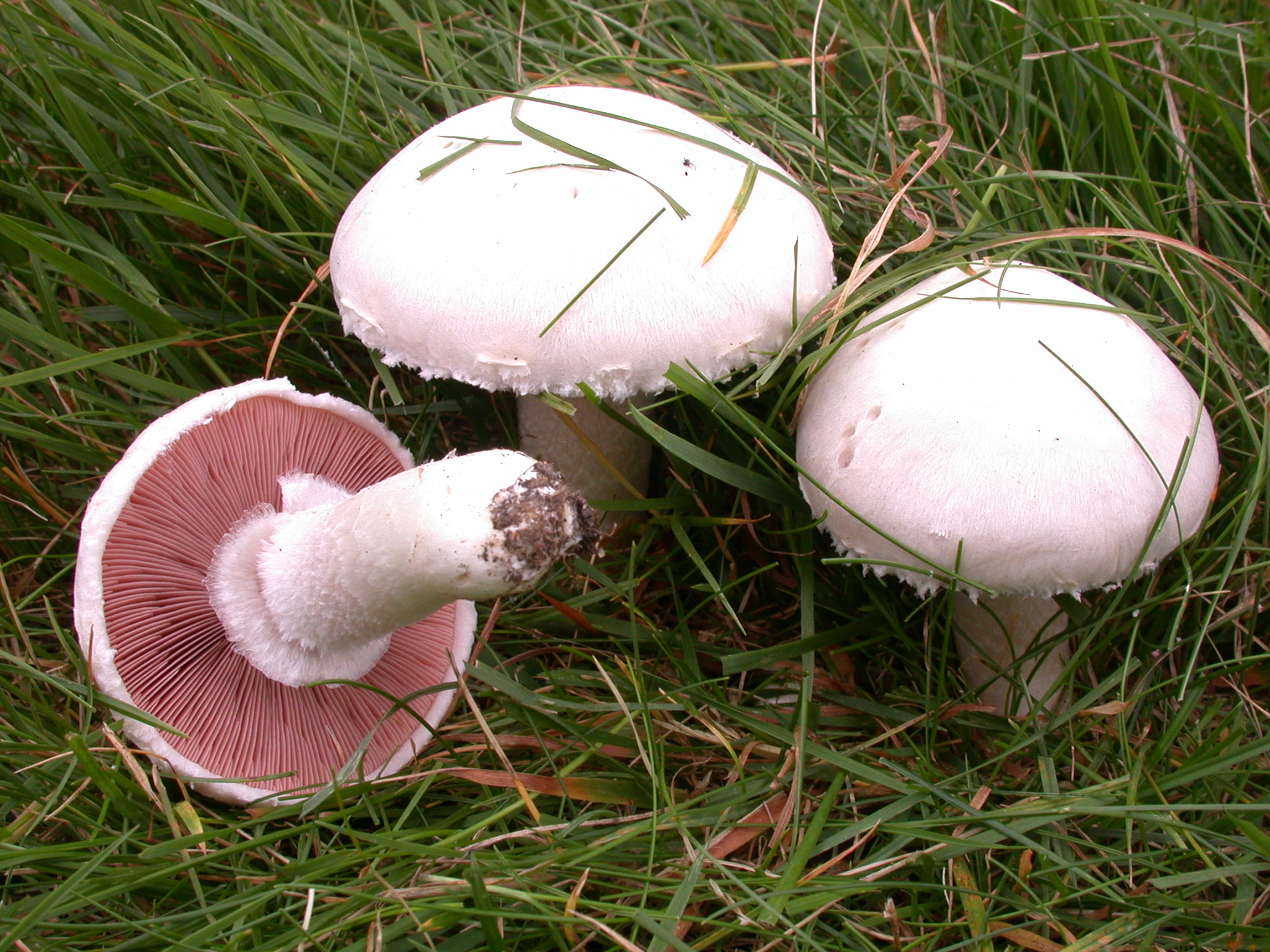
Agaricus campestris
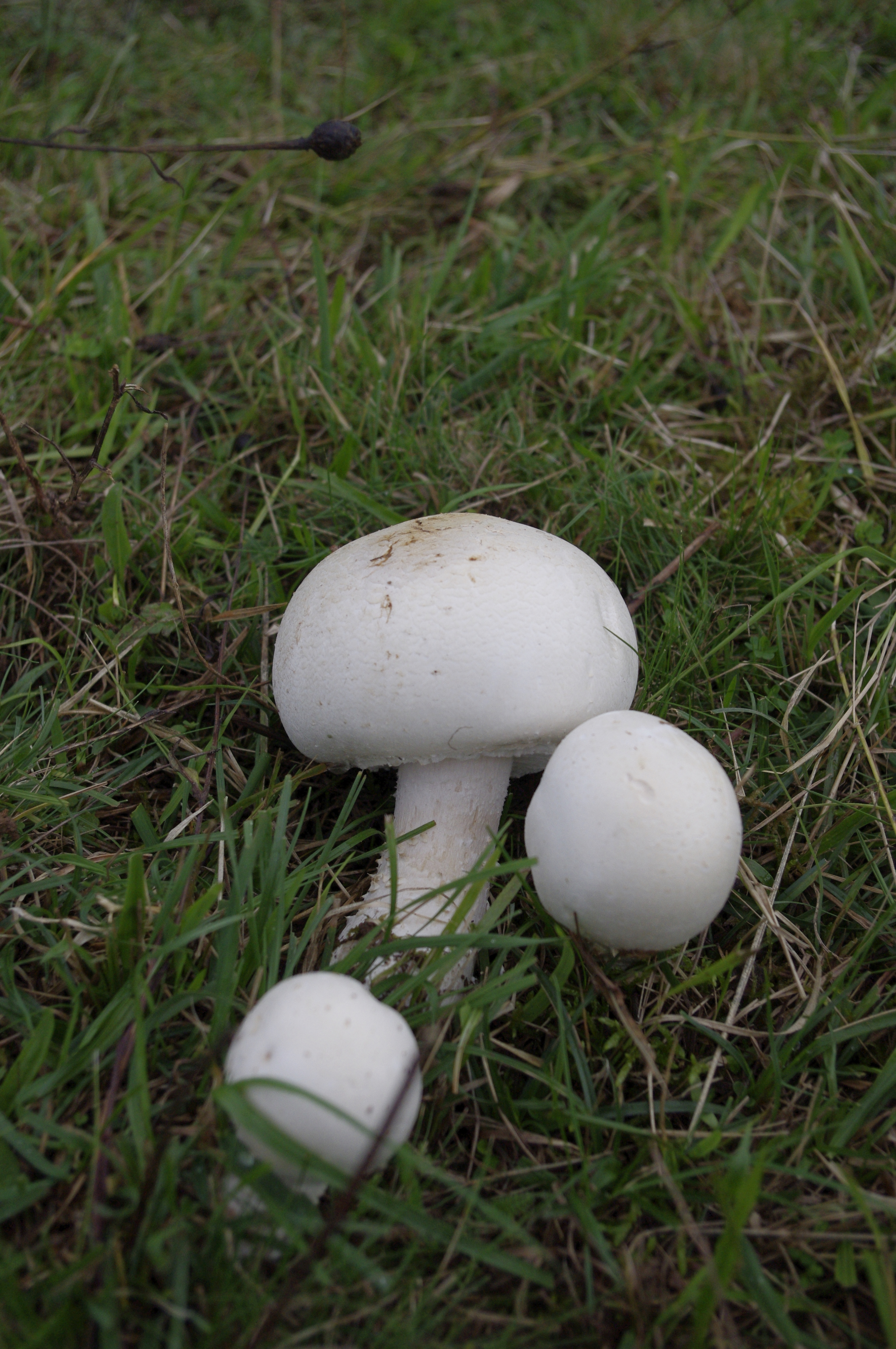
Agaricus macrosporus
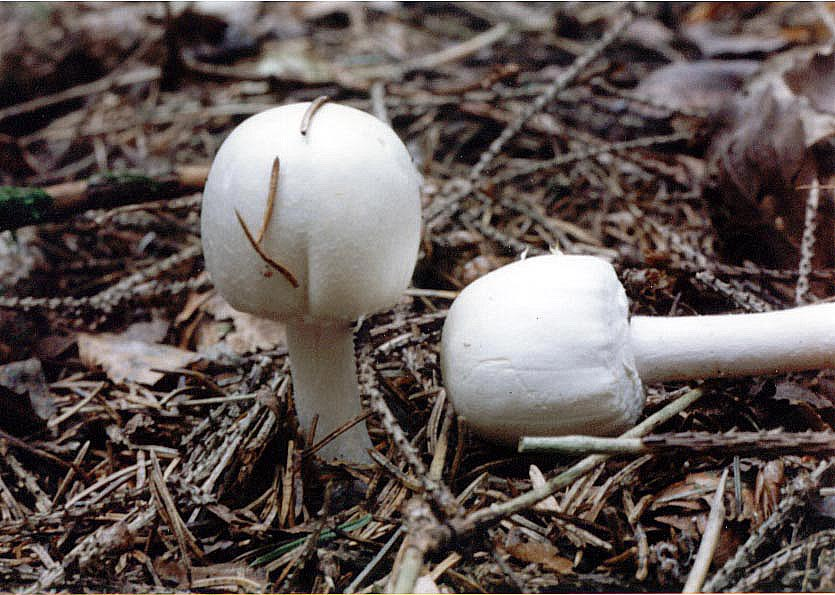
Agaricus silvicola
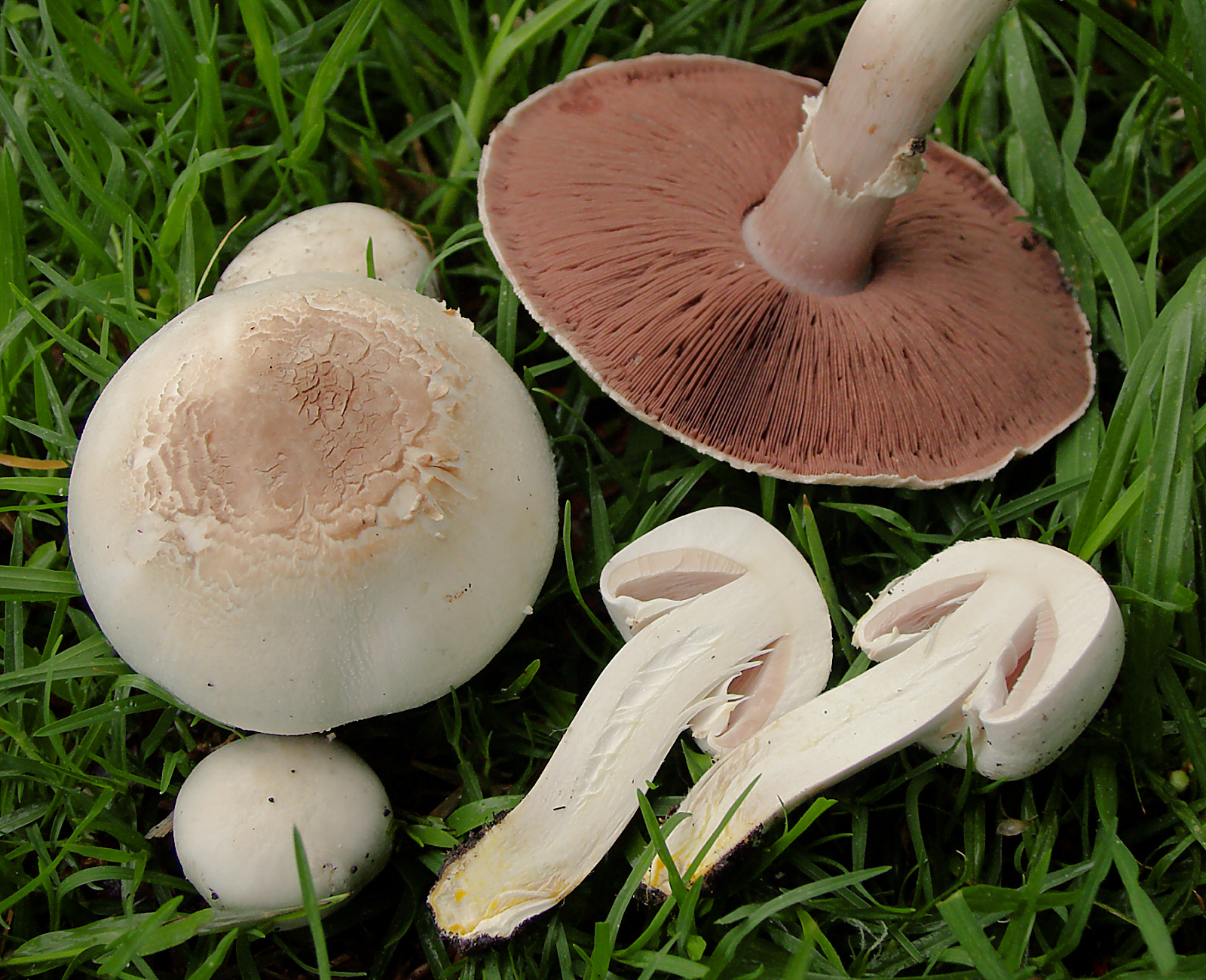
!! Agaricus xanthodermus !!

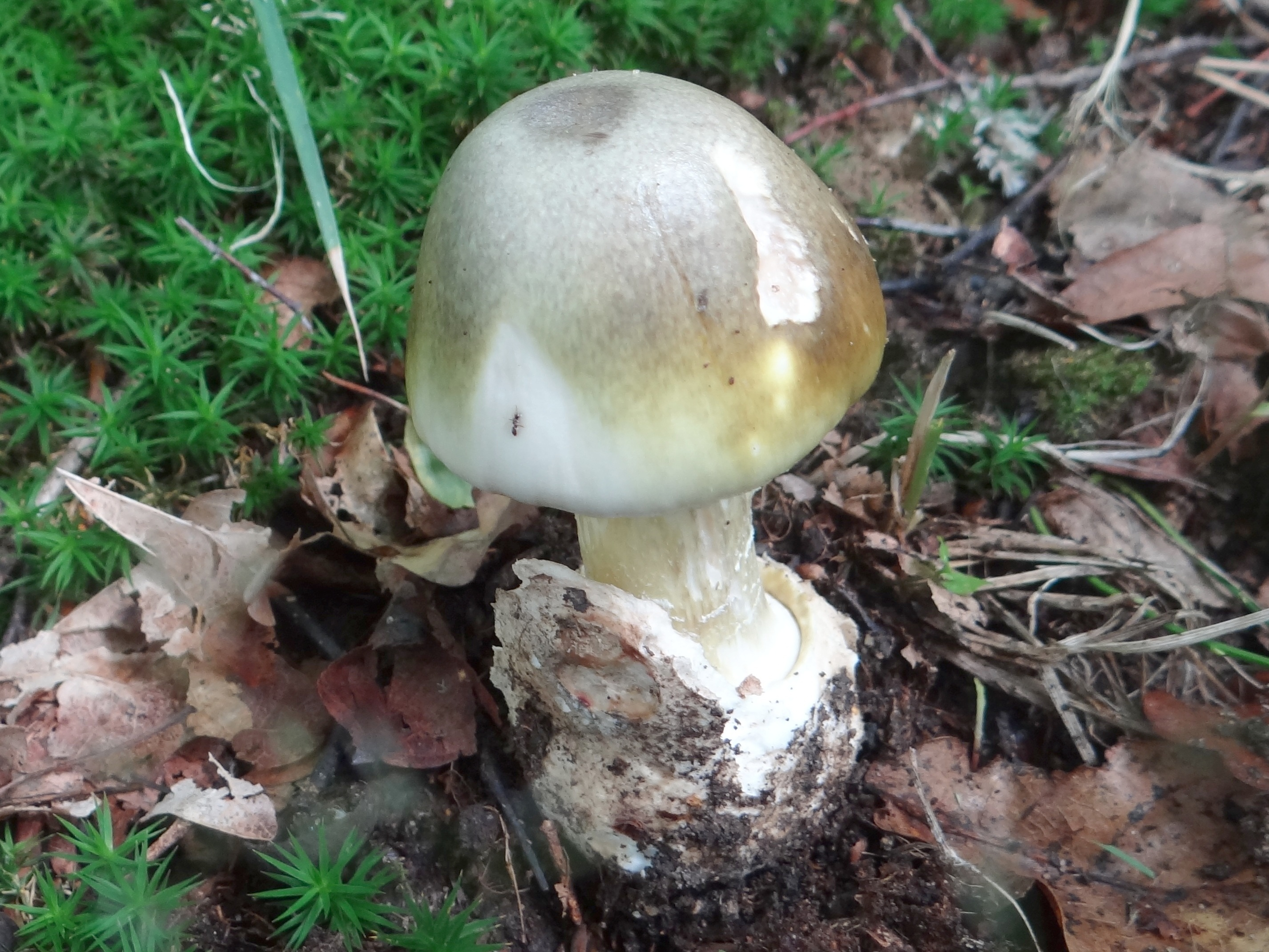
!!! Amanita phalloides !!!
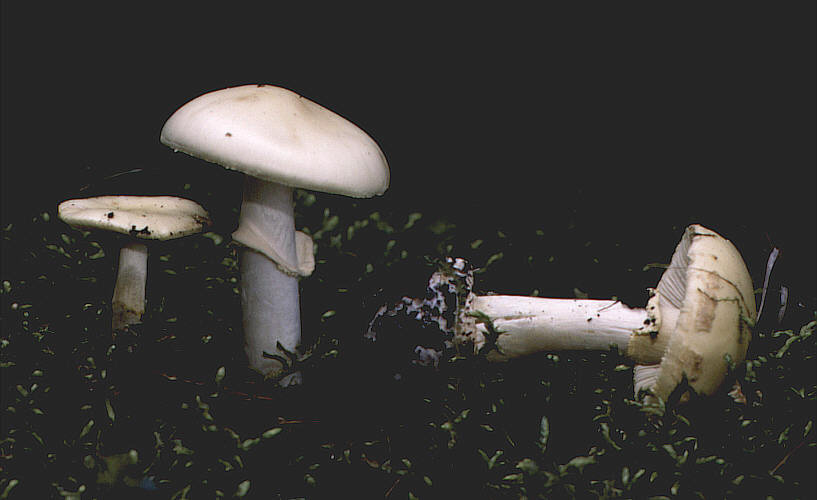
!!! Amanita verna !!!
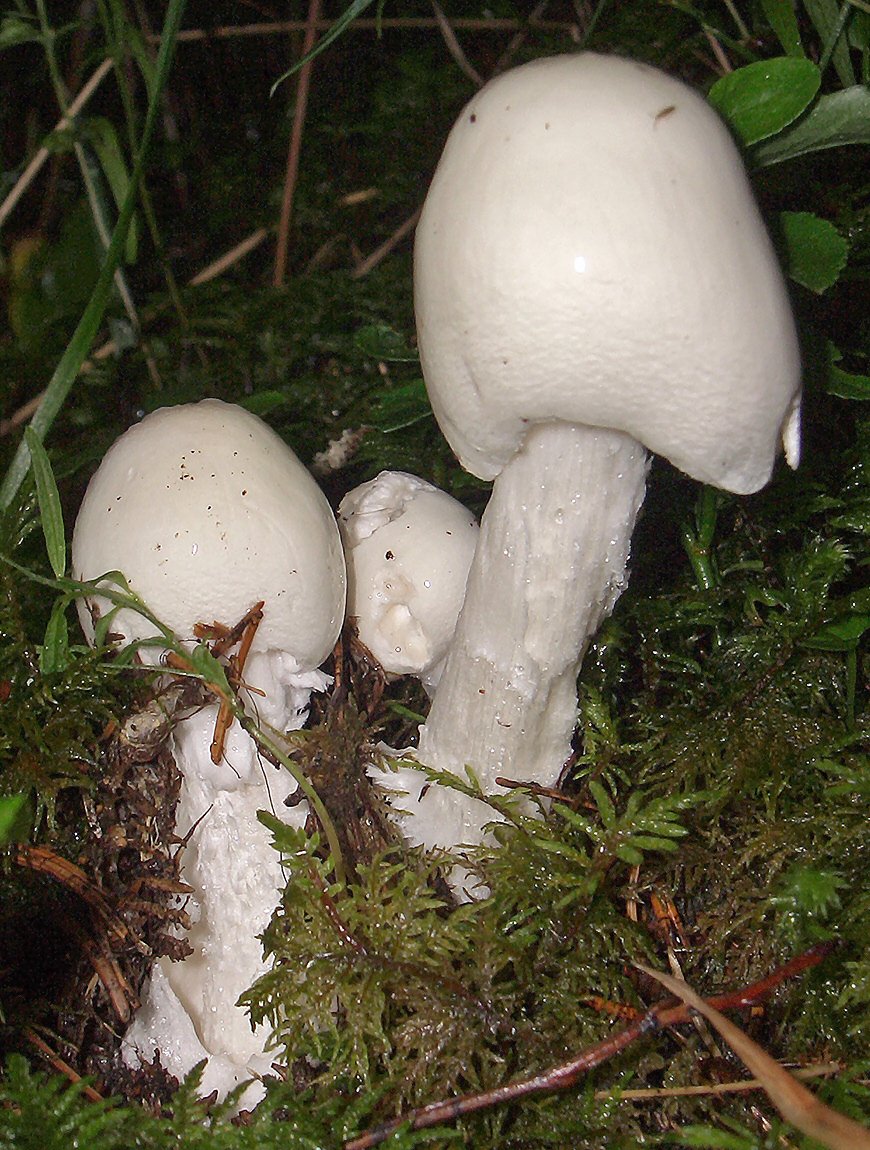
!!! Amanita virosa !!!
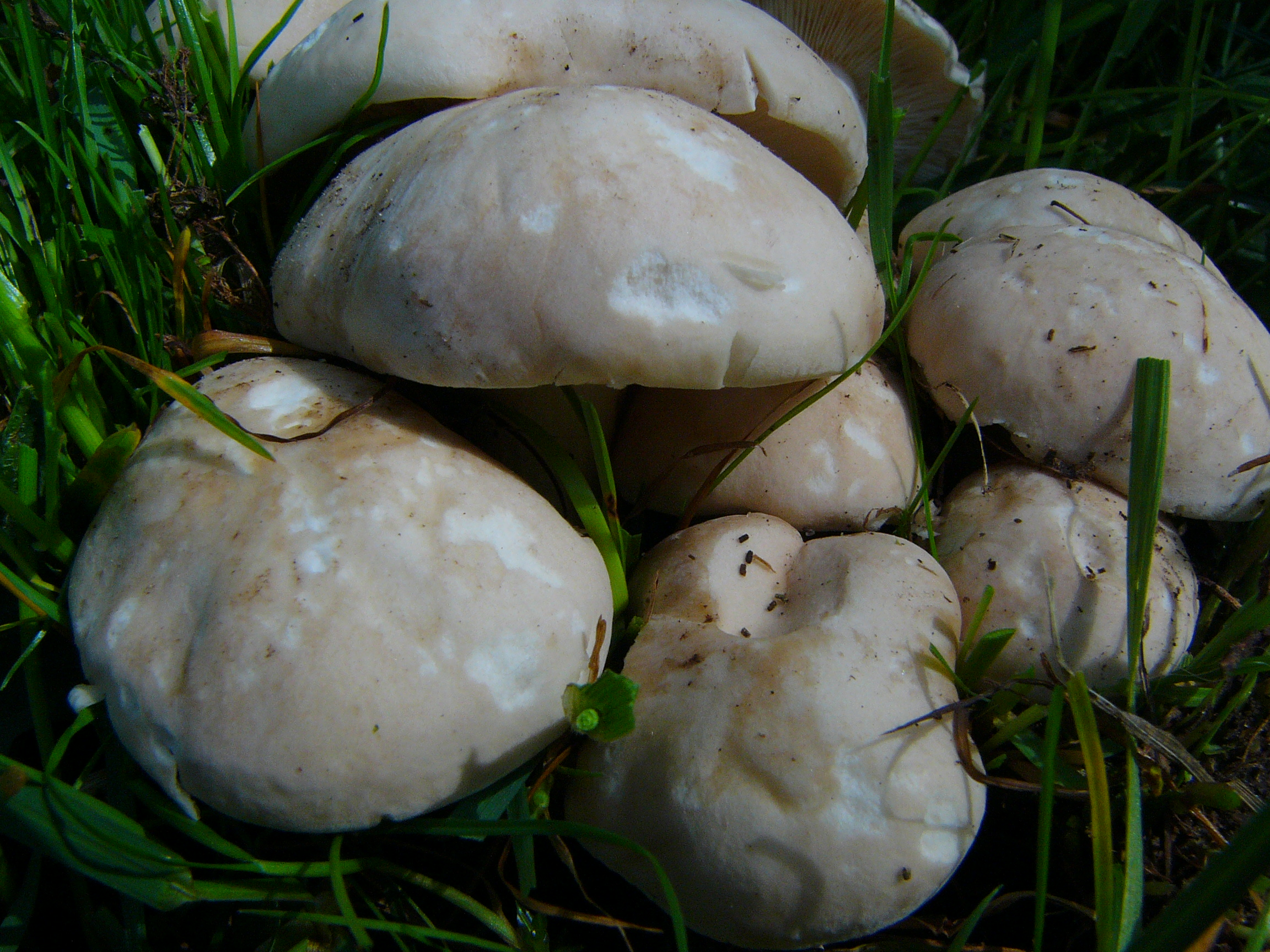
Calocybe gambosa
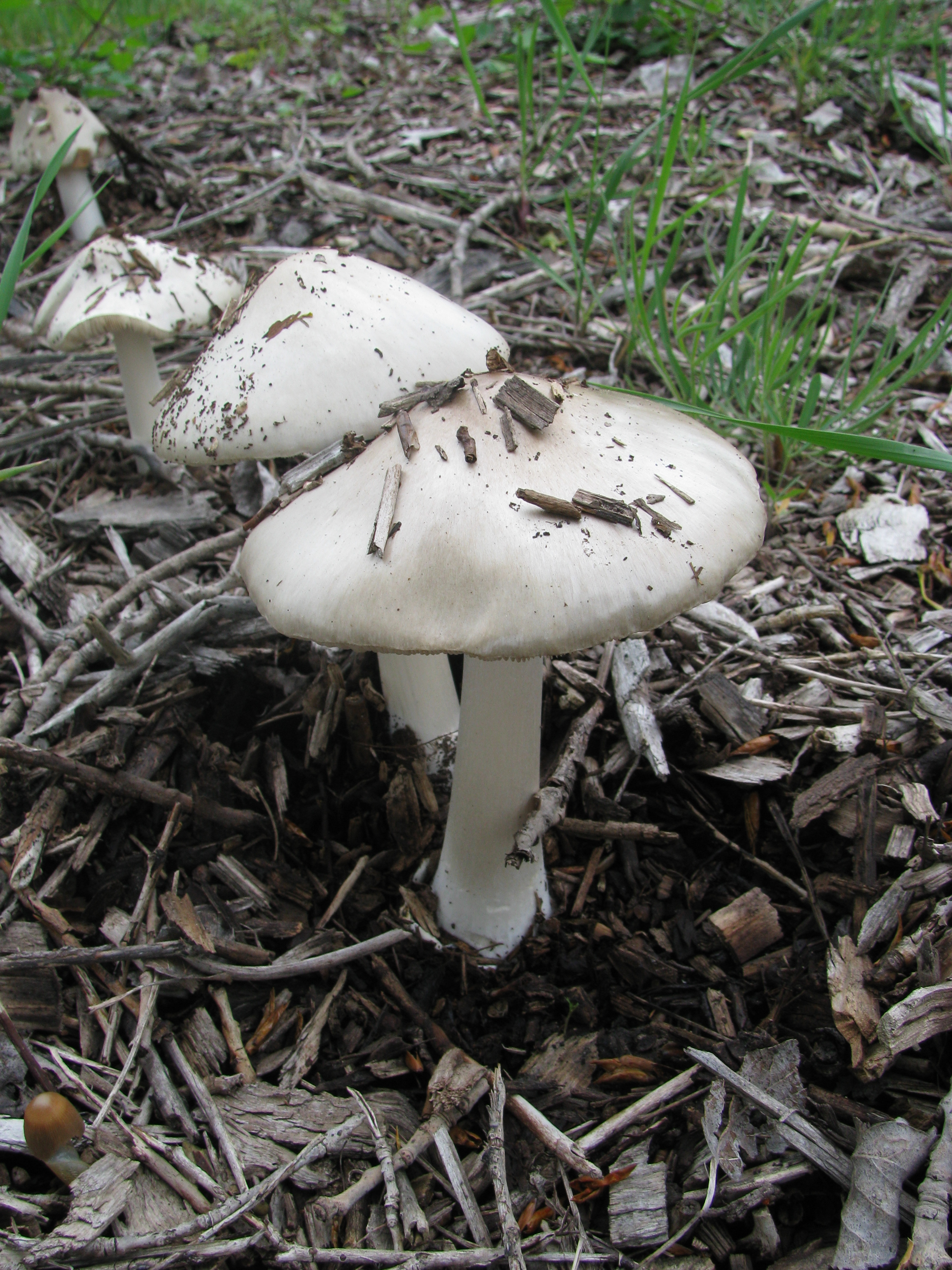
Volvariella speciosa

## Valorificare
Ciupercile termofile se pot consuma fierte, oprite, prăjite, crude sau uscate, fiind deosebit de gustoase. Ele pot fi pregătite ca ciulama, de asemenea împreună cu alți bureți sau adăugate la un sos de carne. Gustoase sunt de asemenea cu jumări de ou, prăjite în unt cu verdețuri, la grătar, ca umplutură pentru plăcinte de foaie sau preparate în mod ardelean (seu de porc, ceapă, ciuperci tăiate, morcov, păstârnac, boia ardei, smântână). Buretele firește poate fi conservat și în ulei, oțet sau saramură după ce a fost fript sau fiert.

## Cultivare
Ciuperca albă termofilă este declarată iubitoare de cultură).
Datorita faptului că suprafața pălăriei este netedă, cuticula fără scuame (numai în culturi), fiind și mai rezistentă ca alți șampinioni cultivați la virusuri, ciuperca se bucură de o preferință crescândă în acest domeniu și în România, deșii necesită la fructificare temperaturi mai ridicate față de exemplu Agaricus bisporus, în marja a 23° – 25° C, prezentând astfel un randament mai ridicat în privința costurilor.
Ciupercile termofile pot fi cultivate în sistem intensiv industrial sau clasic-gospodăresc, în spații în care să se asigure necesarul termic fără consum energetic, acest lucru fiind posibil numai în timpul verii, când în majoritatea pivnițelor din țara noastră temperatura este favorabilă. Cultura intensivă se realizează în localuri special amenajate prevăzute cu instalații de încălzire, pasteurizare, sterilizare, ventilație și apă. Asemenea localuri pot fi construite și amenajate special pentru suprafețe mai mari de cultură. În localurile destinate culturii intensive, substratul nutritiv se așază în straturi plane, amenajate pe stelaje cu 2-4 parapete din prefabricate de beton, ori în lăzi din mase plastice sau lemn dispuse suprapus în cazul în care tipul tehnologic de cultură este bizonal sau multizonal.